# Pudasjärvi
Pudasjärvi er en by og en kommune i Finland .
Det ligger i det tidligere len Oulu og er nu en del af landskabet Norra Österbotten. Byen har en befolkning på 7.782 (31. december 2020) og dækker et område på 5.867,23 km² hvoraf 228,67 km² er vand. Befolkningstætheden er 1,38 indb/km². Pudasjärvi er efter område den næststørste by i Finland og en af de største i verden.
Pudasjärvi er berømt for sin natur og er hjemsted for det sydligste fjeldområde i Finland, Syöte.
De ældste daterede klippeformationer inden for EU findes i Siuruankylä, Pudasjärvi. Trondhjemitt er en type gnejs der er omkring 3.500 millioner år gammel.
To finske Melodisk dødsmetal-bands, Kalmah og Eternal Tears of Sorrow blev dannet i Pudasjärvi.